# Shanwei
Shanwei (chiń. 汕尾; pinyin Shànwěi) – miasto o statusie prefektury miejskiej w południowych Chinach, w prowincji Guangdong. W 2010 roku liczba mieszkańców miasta wynosiła 175 646. Prefektura miejska w 1999 roku liczyła 2 692 579 mieszkańców.